# Stanislav Segert
Stanislav Segert (4. května 1921 Praha – 30. září 2005 Los Angeles) byl český evangelický teolog, lingvista, hebraista, duchovní Českobratrské církve evangelické, překladatel a znalec severozápadních semitských jazyků, který od roku 1970 působil jako profesor na University of California.

## Život
Segert se narodil v Praze a roku 1939 absolvoval smíchovské Vančurovo reálné gymnázium. V letech 1939–1943 studoval protestantskou teologii. 
1. července 1943 byl na tehdejším pražském bohosloveckém učilišti ordinován a jako tehdy nejmladší duchovní v českobratrské církvi působil v letech 1943–1945 jako vikář sboru ČCE v Praze - Nuslích. 
V letech 1945–1947 dokončil i studia na Filozofické fakultě UK, kde získal doktorát ze semitských a klasických jazyků a z filosofie. 
V letech 1945 až 1952 učil na Husově československé evangelické fakultě bohoslovecké (po roce 1950 Komenského evangelické bohoslovecké fakultě v Praze) klasické jazyky. 
V letech 1951–1958 byl externím učitelem na Filozofické fakultě, poté vědeckým pracovníkem Orientálního ústavu ČSAV (1952-1970). 
Od roku 1966 přednášel v USA, v roce 1970 byl jmenován profesorem biblických studií a semitských jazyků na Kalifornské univerzitě v Los Angeles. Byl hostujícím profesorem na univerzitách v USA, v Německu a v Izraeli a roku 1991 byl vyznamenán medailí J. Dobrovského AV ČR.

## Dílo
Zabýval se hlavně gramatikou starých semitských jazyků, ale také původem a vývojem řeckého písma, objevy starých rukopisů a překládáním z různých jazyků. Publikoval v němčině, angličtině i češtině.
- Mluvnice hebrejštiny a aramejštiny. (S O. Klímou). Praha: Československá akademie věd, 1956 – 306 s.
- Synové světla a synové tmy: Svědectví nejstarších biblických rukopisů. Praha: Orbis, 1970 – 223 s.
- A Grammar of Phoenician and Punic (Gramatika féničtiny a punštiny). Munich: Beck 1976. ISBN 3-406-00724-4
- A Basic Grammar of Ugaritic Language (Základní gramatika ugaritského jazyka). Berkeley: University of California Press 1985. ISBN 0-520-03999-8
- Altaramäische Grammatik mit Bibliographie, Chrestomathie und Glossar (Gramatika staré aramejštiny). Leipzig: VEB Verlag Enzyklopädie, 1986 – 555 s. ISBN 3-324-00123-4
- Starověké dějiny Židů. Praha: Svoboda 1995 – 310 s. ISBN 80-205-0304-8

### Překlady
- Kniha Jóbova (s V. Závadou). Praha: Československý spisovatel, 1968 – 133 s.
- Pět svátečních svitků: Píseň písní - Rút - Žalozpěvy - Kóhelet – Ester. Praha: SNKLHU 1958 – 294 s.
- Píseň písní (s J. Seifertem). Praha: Odeon 1969
- Rukopisy od Mrtvého moře. Hebrejsko-české vydání (s R. Řehákem a Š. Bažantovou). Praha: Oikumené 2007.
- Sabatino Moscati, Staré semitské civilizace. Praha: Odeon, 1969 – 343 s